# بيرت س. إدموندز
بيرت س. إدموندز (بالإنجليزية: Bert C. Edmonds)‏ هو طيار بحري في الولايات المتحدة ‏ أمريكي، ولد في 21 مارس 1919 في لونغمونت في الولايات المتحدة، وتوفي في 16 أكتوبر 1942 في جزر سليمان.